# Lista uczestników Tour de France 2015
Lista uczestników Tour de France 2015:
W Tour de France 2015 wystartowało 198 zawodników z 22 profesjonalnych ekip.

## Lista uczestników
| Legenda | Legenda                                                                                         |
| ------- | ----------------------------------------------------------------------------------------------- |
|         | Zwycięzca klasyfikacji generalnej                                                               |
|         | Zwycięzca klasyfikacji górskiej                                                                 |
|         | Zwycięzca klasyfikacji punktowej                                                                |
|         | Zwycięzca klasyfikacji młodzieżowej                                                             |
|         | Najaktywniejszy kolarz całego wyścigu                                                           |
| DNS     | Oznaczenie zawodników, którzy nie przystąpili do danego etapu                                   |
| DNF     | Oznaczenie zawodników, którzy nie ukończyli danego etapu                                        |
| HD      | Oznaczenie zawodników, którzy przekroczyli limit czasowy na danym etapie                        |
| *       | Oznaczenie zawodników urodzonych po 1 stycznia 1990, uwzględnianych w klasyfikacji młodzieżowej |

### Pro Team Astana
| Pro Team Astana AST | Pro Team Astana AST | Pro Team Astana AST | Pro Team Astana AST | Pro Team Astana AST                        | Pro Team Astana AST |
| Numer               | Zawodnik            | Państwo             | Wiek                | Uwagi                                      | Miejsce             |
| ------------------- | ------------------- | ------------------- | ------------------- | ------------------------------------------ | ------------------- |
| 1                   | Vincenzo Nibali     | Włochy              | 30                  | Mistrz Włoch w wyścigu ze startu wspólnego | 4.                  |
| 2                   | Lars Boom           | Holandia            | 29                  |                                            | DNS-10              |
| 3                   | Jakob Fuglsang      | Dania               | 30                  |                                            | 23.                 |
| 4                   | Andrij Hriwko       | Ukraina             | 31                  |                                            | 64.                 |
| 5                   | Dmitrij Gruzdiew    | Kazachstan          | 29                  |                                            | 131.                |
| 6                   | Tanel Kangert       | Estonia             | 28                  |                                            | 22.                 |
| 7                   | Michele Scarponi    | Włochy              | 35                  |                                            | 41.                 |
| 8                   | Rein Taaramäe       | Estonia             | 28                  |                                            | DNF-11              |
| 9                   | Lieuwe Westra       | Holandia            | 32                  |                                            | 77.                 |

### Ag2r-La Mondiale
| Ag2r-La Mondiale ALM | Ag2r-La Mondiale ALM   | Ag2r-La Mondiale ALM | Ag2r-La Mondiale ALM | Ag2r-La Mondiale ALM | Ag2r-La Mondiale ALM |
| Numer                | Zawodnik               | Państwo              | Wiek                 | Uwagi                | Miejsce              |
| -------------------- | ---------------------- | -------------------- | -------------------- | -------------------- | -------------------- |
| 11                   | Jean-Christophe Péraud | Francja              | 38                   |                      | 61.                  |
| 12                   | Jan Bakelants          | Belgia               | 29                   |                      | 9.                   |
| 13                   | Romain Bardet*         | Francja              | 24                   |                      | 20.                  |
| 14                   | Mikaël Cherel          | Francja              | 29                   |                      | 18.                  |
| 15                   | Ben Gastauer           | Luksemburg           | 27                   |                      | DNF-11               |
| 16                   | Damien Gaudin          | Francja              | 28                   |                      | 146.                 |
| 17                   | Christophe Riblon      | Francja              | 34                   |                      | 68.                  |
| 18                   | Johan Vansummeren      | Belgia               | 34                   |                      | DNF-11               |
| 19                   | Alexis Vuillermoz      | Francja              | 27                   |                      | 26.                  |

### FDJ.fr
| FDJ.fr FDJ | FDJ.fr FDJ         | FDJ.fr FDJ | FDJ.fr FDJ | FDJ.fr FDJ | FDJ.fr FDJ |
| Numer      | Zawodnik           | Państwo    | Wiek       | Uwagi      | Miejsce    |
| ---------- | ------------------ | ---------- | ---------- | ---------- | ---------- |
| 21         | Thibaut Pinot*     | Francja    | 25         |            | 16.        |
| 22         | William Bonnet     | Francja    | 33         |            | DNF-3      |
| 23         | Sébastien Chavanel | Francja    | 34         |            | 160.       |
| 24         | Arnaud Démare*     | Francja    | 23         |            | 138.       |
| 25         | Alexandre Geniez   | Francja    | 27         |            | 112.       |
| 26         | Matthieu Ladagnous | Francja    | 30         |            | 71.        |
| 27         | Steve Morabito     | Szwajcaria | 32         |            | DNF-14     |
| 28         | Jérémy Roy         | Francja    | 32         |            | 105.       |
| 29         | Benoit Vaugrenard  | Francja    | 33         |            | 113.       |

### Team Sky
| Team Sky SKY | Team Sky SKY   | Team Sky SKY    | Team Sky SKY | Team Sky SKY                                           | Team Sky SKY |
| Numer        | Zawodnik       | Państwo         | Wiek         | Uwagi                                                  | Miejsce      |
| ------------ | -------------- | --------------- | ------------ | ------------------------------------------------------ | ------------ |
| 31           | Chris Froome   | Wielka Brytania | 30           |                                                        | 1.           |
| 32           | Peter Kennaugh | Wielka Brytania | 26           | Mistrz Wielkiej Brytanii w wyścigu ze startu wspólnego | DNF-16       |
| 33           | Leopold König  | Czechy          | 27           |                                                        | 70.          |
| 34           | Wout Poels     | Holandia        | 27           |                                                        | 44.          |
| 35           | Richie Porte   | Australia       | 30           | Mistrz Australii w jeździe indywidualnej na czas       | 48.          |
| 36           | Nicolas Roche  | Irlandia        | 31           |                                                        | 35.          |
| 37           | Luke Rowe*     | Wielka Brytania | 25           |                                                        | 135.         |
| 38           | Ian Stannard   | Wielka Brytania | 28           |                                                        | 128.         |
| 39           | Geraint Thomas | Wielka Brytania | 29           |                                                        | 15.          |

### Team Tinkoff-Saxo
| Team Tinkoff-Saxo TTS | Team Tinkoff-Saxo TTS | Team Tinkoff-Saxo TTS | Team Tinkoff-Saxo TTS | Team Tinkoff-Saxo TTS                                                                           | Team Tinkoff-Saxo TTS |
| Numer                 | Zawodnik              | Państwo               | Wiek                  | Uwagi                                                                                           | Miejsce               |
| --------------------- | --------------------- | --------------------- | --------------------- | ----------------------------------------------------------------------------------------------- | --------------------- |
| 41                    | Alberto Contador      | Hiszpania             | 32                    |                                                                                                 | 5.                    |
| 42                    | Ivan Basso            | Włochy                | 30                    |                                                                                                 | DNS-10                |
| 43                    | Daniele Bennati       | Włochy                | 34                    |                                                                                                 | DNF-11                |
| 44                    | Roman Kreuziger       | Czechy                | 29                    |                                                                                                 | 17.                   |
| 45                    | Rafał Majka           | Polska                | 25                    |                                                                                                 | 28.                   |
| 46                    | Michael Rogers        | Australia             | 35                    |                                                                                                 | 36.                   |
| 47                    | Peter Sagan*          | Słowacja              | 25                    | Mistrz Słowacji w jeździe indywidualnej na czas · Mistrz Słowacji w wyścigu ze startu wspólnego | 46.                   |
| 48                    | Matteo Tosatto        | Włochy                | 41                    |                                                                                                 | 132.                  |
| 49                    | Michael Valgren*      | Dania                 | 23                    |                                                                                                 | DNS-19                |

### Movistar Team
| Movistar Team MOV | Movistar Team MOV    | Movistar Team MOV | Movistar Team MOV | Movistar Team MOV                              | Movistar Team MOV |
| Numer             | Zawodnik             | Państwo           | Wiek              | Uwagi                                          | Miejsce           |
| ----------------- | -------------------- | ----------------- | ----------------- | ---------------------------------------------- | ----------------- |
| 51                | Nairo Quintana*      | Kolumbia          | 25                |                                                | 2.                |
| 52                | Winner Anacona       | Kolumbia          | 26                |                                                | 57.               |
| 53                | Jonathan Castroviejo | Hiszpania         | 28                |                                                | 24.               |
| 54                | Alex Dowsett         | Wielka Brytania   | 26                |                                                | DNF-12            |
| 55                | Imanol Erviti        | Hiszpania         | 31                |                                                | 115.              |
| 56                | José Herrada         | Hiszpania         | 29                |                                                | 65.               |
| 57                | Gorka Izagirre       | Hiszpania         | 27                |                                                | 32.               |
| 58                | Adriano Malori       | Włochy            | 27                | Mistrz Włoch w jeździe indywidualnej na czas   | 107.              |
| 59                | Alejandro Valverde   | Hiszpania         | 35                | Mistrz Hiszpanii w wyścigu ze startu wspólnego | 3.                |

### BMC Racing Team
| BMC Racing Team BMC | BMC Racing Team BMC | BMC Racing Team BMC | BMC Racing Team BMC | BMC Racing Team BMC | BMC Racing Team BMC |
| Numer               | Zawodnik            | Państwo             | Wiek                | Uwagi               | Miejsce             |
| ------------------- | ------------------- | ------------------- | ------------------- | ------------------- | ------------------- |
| 61                  | Tejay van Garderen  | Stany Zjednoczone   | 26                  |                     | DNF-17              |
| 62                  | Damiano Caruso      | Włochy              | 37                  |                     | 53.                 |
| 63                  | Rohan Dennis*       | Australia           | 25                  |                     | 101.                |
| 64                  | Daniel Oss          | Włochy              | 28                  |                     | 97.                 |
| 65                  | Manuel Quinziato    | Włochy              | 35                  |                     | 120.                |
| 66                  | Samuel Sánchez      | Hiszpania           | 37                  |                     | 12.                 |
| 67                  | Michael Schär       | Szwajcaria          | 28                  |                     | 56.                 |
| 68                  | Greg Van Avermaet   | Belgia              | 30                  |                     | DNS-16              |
| 69                  | Danilo Wyss         | Szwajcaria          | 29                  |                     | 63.                 |

### Lotto Soudal
| Lotto Soudal LTS | Lotto Soudal LTS | Lotto Soudal LTS | Lotto Soudal LTS | Lotto Soudal LTS | Lotto Soudal LTS |
| Numer            | Zawodnik         | Państwo          | Wiek             | Uwagi            | Miejsce          |
| ---------------- | ---------------- | ---------------- | ---------------- | ---------------- | ---------------- |
| 71               | Tony Gallopin    | Francja          | 27               |                  | 31.              |
| 72               | Lars Bak         | Dania            | 35               |                  | 37.              |
| 73               | Thomas De Gendt  | Belgia           | 28               |                  | 67.              |
| 74               | Jens Debusschere | Belgia           | 25               |                  | 145.             |
| 75               | André Greipel    | Niemcy           | 32               |                  | 134.             |
| 76               | Adam Hansen      | Australia        | 34               |                  | 114.             |
| 77               | Greg Henderson   | Nowa Zelandia    | 38               |                  | DNS-7            |
| 78               | Marcel Sieberg   | Niemcy           | 33               |                  | 150.             |
| 79               | Tim Wellens*     | Belgia           | 24               |                  | 129.             |

### Team Giant-Alpecin
| Team Giant-Alpecin GIA | Team Giant-Alpecin GIA | Team Giant-Alpecin GIA | Team Giant-Alpecin GIA | Team Giant-Alpecin GIA | Team Giant-Alpecin GIA |
| Numer                  | Zawodnik               | Państwo                | Wiek                   | Uwagi                  | Miejsce                |
| ---------------------- | ---------------------- | ---------------------- | ---------------------- | ---------------------- | ---------------------- |
| 81                     | John Degenkolb         | Niemcy                 | 26                     |                        | 109.                   |
| 82                     | Warren Barguil*        | Francja                | 23                     |                        | 16.                    |
| 83                     | Roy Curvers            | Holandia               | 35                     |                        | 106.                   |
| 84                     | Koen de Kort           | Holandia               | 32                     |                        | 73.                    |
| 85                     | Tom Dumoulin*          | Holandia               | 24                     |                        | DNF-3                  |
| 86                     | Simon Geschke          | Niemcy                 | 29                     |                        | 38.                    |
| 87                     | Georg Preidler*        | Austria                | 25                     |                        | 83.                    |
| 88                     | Ramon Sinkeldam        | Holandia               | 26                     |                        | DNF-14                 |
| 89                     | Albert Timmer          | Holandia               | 30                     |                        | 139.                   |

### Team Katusha
| Team Katusha KAT | Team Katusha KAT   | Team Katusha KAT | Team Katusha KAT | Team Katusha KAT                             | Team Katusha KAT |
| Numer            | Zawodnik           | Państwo          | Wiek             | Uwagi                                        | Miejsce          |
| ---------------- | ------------------ | ---------------- | ---------------- | -------------------------------------------- | ---------------- |
| 91               | Joaquim Rodríguez  | Hiszpania        | 36               |                                              | 29.              |
| 92               | Giampaolo Caruso   | Włochy           | 34               |                                              | 90.              |
| 93               | Jacopo Guarnieri   | Włochy           | 27               |                                              | 149.             |
| 94               | Marco Haller*      | Austria          | 24               | Mistrz Austrii w wyścigu ze startu wspólnego | 126.             |
| 95               | Dmitrij Kozonczuk  | Rosja            | 31               |                                              | DNF-3            |
| 96               | Alexander Kristoff | Norwegia         | 28               |                                              | 130.             |
| 97               | Alberto Losada     | Hiszpania        | 33               |                                              | 58.              |
| 98               | Tiago Machado      | Portugalia       | 29               |                                              | 72.              |
| 99               | Luca Paolini       | Włochy           | 38               |                                              | DNS-8            |

### Orica GreenEDGE
| Orica GreenEDGE OGE | Orica GreenEDGE OGE | Orica GreenEDGE OGE | Orica GreenEDGE OGE | Orica GreenEDGE OGE                        | Orica GreenEDGE OGE |
| Numer               | Zawodnik            | Państwo             | Wiek                | Uwagi                                      | Miejsce             |
| ------------------- | ------------------- | ------------------- | ------------------- | ------------------------------------------ | ------------------- |
| 101                 | Simon Gerrans       | Australia           | 35                  |                                            | DNF-3               |
| 102                 | Michael Albasini    | Szwajcaria          | 34                  |                                            | DNS-6               |
| 103                 | Luke Durbridge*     | Australia           | 24                  |                                            | 151.                |
| 104                 | Daryl Impey         | Południowa Afryka   | 30                  | Mistrz RPA w jeździe indywidualnej na czas | DNS-4               |
| 105                 | Michael Matthews*   | Australia           | 24                  |                                            | 152.                |
| 106                 | Svein Tuft          | Kanada              | 38                  |                                            | 159.                |
| 107                 | Pieter Weening      | Holandia            | 34                  |                                            | 144.                |
| 108                 | Adam Yates*         | Wielka Brytania     | 22                  |                                            | 50.                 |
| 109                 | Simon Yates*        | Wielka Brytania     | 22                  |                                            | 89.                 |

### Etixx-Quick Step
| Etixx-Quick Step EQS | Etixx-Quick Step EQS | Etixx-Quick Step EQS | Etixx-Quick Step EQS | Etixx-Quick Step EQS                            | Etixx-Quick Step EQS |
| Numer                | Zawodnik             | Państwo              | Wiek                 | Uwagi                                           | Miejsce              |
| -------------------- | -------------------- | -------------------- | -------------------- | ----------------------------------------------- | -------------------- |
| 111                  | Michał Kwiatkowski*  | Polska               | 25                   | Mistrz świata w wyścigu ze startu wspólnego     | DNF-17               |
| 112                  | Mark Cavendish       | Wielka Brytania      | 30                   |                                                 | 142.                 |
| 113                  | Michał Gołaś         | Polska               | 31                   |                                                 | 95.                  |
| 114                  | Tony Martin          | Niemcy               | 30                   | Mistrz Niemiec w jeździe indywidualnej na czas  | DNS-7                |
| 115                  | Mark Renshaw         | Australia            | 32                   |                                                 | DNF-18               |
| 116                  | Zdeněk Štybar        | Czechy               | 29                   |                                                 | 103.                 |
| 117                  | Matteo Trentin       | Włochy               | 25                   |                                                 | 117.                 |
| 118                  | Rigoberto Urán       | Kolumbia             | 28                   | Mistrz Kolumbii w jeździe indywidualnej na czas | 42.                  |
| 119                  | Julien Vermote       | Belgia               | 25                   |                                                 | 116.                 |

### Team Europcar
| Team Europcar EUC | Team Europcar EUC | Team Europcar EUC | Team Europcar EUC | Team Europcar EUC | Team Europcar EUC |
| Numer             | Zawodnik          | Państwo           | Wiek              | Uwagi             | Miejsce           |
| ----------------- | ----------------- | ----------------- | ----------------- | ----------------- | ----------------- |
| 121               | Pierre Rolland    | Francja           | 28                |                   | 10.               |
| 122               | Bryan Coquard*    | Francja           | 23                |                   | 110.              |
| 123               | Cyril Gautier     | Francja           | 27                |                   | 34.               |
| 124               | Yohann Gène       | Francja           | 34                |                   | 137.              |
| 125               | Bryan Nauleau     | Francja           | 27                |                   | 157.              |
| 126               | Perrig Quéméneur  | Francja           | 31                |                   | 74.               |
| 127               | Romain Sicard     | Francja           | 27                |                   | 33.               |
| 128               | Angelo Tulik*     | Francja           | 24                |                   | 91.               |
| 129               | Thomas Voeckler   | Francja           | 36                |                   | 45.               |

### Team Lotto NL-Jumbo
| Team Lotto NL-Jumbo TLJ | Team Lotto NL-Jumbo TLJ | Team Lotto NL-Jumbo TLJ | Team Lotto NL-Jumbo TLJ | Team Lotto NL-Jumbo TLJ                         | Team Lotto NL-Jumbo TLJ |
| Numer                   | Zawodnik                | Państwo                 | Wiek                    | Uwagi                                           | Miejsce                 |
| ----------------------- | ----------------------- | ----------------------- | ----------------------- | ----------------------------------------------- | ----------------------- |
| 131                     | Robert Gesink*          | Holandia                | 24                      | Mistrz Holandii w jeździe indywidualnej na czas | 6.                      |
| 132                     | Wilco Kelderman         | Holandia                | 29                      |                                                 | 79.                     |
| 133                     | Steven Kruijswijk       | Holandia                | 28                      |                                                 | 21.                     |
| 134                     | Tom Leezer              | Holandia                | 29                      |                                                 | 153.                    |
| 135                     | Paul Martens            | Niemcy                  | 31                      |                                                 | 80.                     |
| 136                     | Bram Tankink            | Holandia                | 36                      |                                                 | 55.                     |
| 137                     | Laurens ten Dam         | Holandia                | 34                      |                                                 | 92.                     |
| 138                     | Jos van Emden           | Holandia                | 30                      |                                                 | 121.                    |
| 139                     | Sep Vanmarcke           | Belgia                  | 26                      |                                                 | 104.                    |

### Trek Factory Racing
| Trek Factory Racing TRE | Trek Factory Racing TRE | Trek Factory Racing TRE | Trek Factory Racing TRE | Trek Factory Racing TRE                                                                               | Trek Factory Racing TRE |
| Numer                   | Zawodnik                | Państwo                 | Wiek                    | Uwagi                                                                                                 | Miejsce                 |
| ----------------------- | ----------------------- | ----------------------- | ----------------------- | --- | ----------------------- |
| 141                     | Bauke Mollema           | Holandia                | 28                      | | 7.                      |
| 142                     | Julián Arredondo        | Kolumbia                | 26                      | | 124.                    |
| 143                     | Fabian Cancellara       | Szwajcaria              | 34                      | | DNS-4                   |
| 144                     | Stijn Devolder          | Belgia                  | 35                      | | 148.                    |
| 145                     | Laurent Didier          | Luksemburg              | 30                      | | DNS-17                  |
| 146                     | Markel Irizar           | Hiszpania               | 35                      | | 93.                     |
| 147                     | Bob Jungels*            | Luksemburg              | 22                      | Mistrz Luksemburga w jeździe indywidualnej na czas · Mistrz Luksemburga w wyścigu ze startu wspólnego | 27.                     |
| 148                     | Grégory Rast            | Szwajcaria              | 35                      | | 102.                    |
| 149                     | Haimar Zubeldia         | Hiszpania               | 38                      | | 62.                     |

### Lampre-Merida
| Lampre-Merida LAM | Lampre-Merida LAM | Lampre-Merida LAM | Lampre-Merida LAM | Lampre-Merida LAM                                 | Lampre-Merida LAM |
| Numer             | Zawodnik          | Państwo           | Wiek              | Uwagi                                             | Miejsce           |
| ----------------- | ----------------- | ----------------- | ----------------- | ------------------------------------------------- | ----------------- |
| 151               | Rui Costa         | Portugalia        | 28                | Mistrz Portugalii w wyścigu ze startu wspólnego   | DNF-11            |
| 152               | Matteo Bono       | Włochy            | 31                |                                                   | 118.              |
| 153               | Davide Cimolai    | Włochy            | 25                |                                                   | 155.              |
| 154               | Kristijan Đurasek | Chorwacja         | 27                |                                                   | 76.               |
| 155               | Nelson Oliveira   | Portugalia        | 26                | Mistrz Portugalii w jeździe indywidualnej na czas | 47.               |
| 156               | Rubén Plaza       | Hiszpania         | 35                |                                                   | 30.               |
| 157               | Filippo Pozzato   | Włochy            | 33                |                                                   | 125.              |
| 158               | José Serpa        | Kolumbia          | 36                |                                                   | 122.              |
| 159               | Rafael Valls      | Hiszpania         | 28                |                                                   | 78.               |

### Team Cannondale-Garmin
| Team Cannondale-Garmin TCG | Team Cannondale-Garmin TCG | Team Cannondale-Garmin TCG | Team Cannondale-Garmin TCG | Team Cannondale-Garmin TCG                   | Team Cannondale-Garmin TCG |
| Numer                      | Zawodnik                   | Państwo                    | Wiek                       | Uwagi                                        | Miejsce                    |
| -------------------------- | -------------------------- | -------------------------- | -------------------------- | -------------------------------------------- | -------------------------- |
| 161                        | Andrew Talansky            | Stany Zjednoczone          | 26                         | Mistrz USA w jeździe indywidualnej na czas   | 11.                        |
| 162                        | Jack Bauer                 | Nowa Zelandia              | 30                         |                                              | DNF-5                      |
| 163                        | Nathan Haas                | Australia                  | 26                         |                                              | DNF-17                     |
| 164                        | Ryder Hesjedal             | Kanada                     | 34                         |                                              | 40.                        |
| 165                        | Kristijan Koren            | Słowenia                   | 28                         |                                              | 69.                        |
| 166                        | Sebastian Langeveld        | Holandia                   | 30                         |                                              | DNF-15                     |
| 167                        | Daniel Martin              | Irlandia                   | 28                         |                                              | 39.                        |
| 168                        | Ramūnas Navardauskas       | Litwa                      | 27                         | Mistrz Litwy w jeździe indywidualnej na czas | 143.                       |
| 169                        | Dylan van Baarle*          | Holandia                   | 23                         |                                              | 147.                       |

### Cofidis, Solutions Crédits
| Cofidis, Solutions Crédits COF | Cofidis, Solutions Crédits COF | Cofidis, Solutions Crédits COF | Cofidis, Solutions Crédits COF | Cofidis, Solutions Crédits COF | Cofidis, Solutions Crédits COF |
| Numer                          | Zawodnik                       | Państwo                        | Wiek                           | Uwagi                          | Miejsce                        |
| ------------------------------ | ------------------------------ | ------------------------------ | ------------------------------ | ------------------------------ | ------------------------------ |
| 171                            | Nacer Bouhanni*                | Francja                        | 24                             |                                | DNF-5                          |
| 172                            | Nicolas Edet                   | Francja                        | 27                             |                                | 111.                           |
| 173                            | Christophe Laporte*            | Francja                        | 22                             |                                | 127.                           |
| 174                            | Luis Ángel Maté                | Hiszpania                      | 31                             |                                | 43.                            |
| 175                            | Daniel Navarro                 | Hiszpania                      | 31                             |                                | 66.                            |
| 176                            | Florian Sénéchal*              | Francja                        | 21                             |                                | 135.                           |
| 177                            | Julien Simon                   | Francja                        | 29                             |                                | 94.                            |
| 178                            | Geoffrey Soupe                 | Francja                        | 27                             |                                | 123.                           |
| 179                            | Kenneth Vanbilsen*             | Belgia                         | 25                             |                                | 158.                           |

### IAM Cycling
| IAM Cycling IAM | IAM Cycling IAM   | IAM Cycling IAM | IAM Cycling IAM | IAM Cycling IAM                                | IAM Cycling IAM |
| Numer           | Zawodnik          | Państwo         | Wiek            | Uwagi                                          | Miejsce         |
| --------------- | ----------------- | --------------- | --------------- | ---------------------------------------------- | --------------- |
| 181             | Mathias Frank     | Szwajcaria      | 28              |                                                | 8.              |
| 182             | Matthias Brändle  | Austria         | 25              |                                                | 156.            |
| 183             | Sylvain Chavanel  | Francja         | 36              |                                                | 54.             |
| 184             | Stef Clement      | Holandia        | 32              |                                                | 59.             |
| 185             | Jérôme Coppel     | Francja         | 28              | Mistrz Francji w jeździe indywidualnej na czas | DNF-17          |
| 186             | Martin Elmiger    | Szwajcaria      | 36              |                                                | 100.            |
| 187             | Reto Hollenstein  | Szwajcaria      | 29              |                                                | 75.             |
| 188             | Jarlinson Pantano | Kolumbia        | 26              |                                                | 19.             |
| 189             | Marcel Wyss       | Szwajcaria      | 29              |                                                | 60.             |

### Bora-Argon 18
| Bora-Argon 18 BOA | Bora-Argon 18 BOA   | Bora-Argon 18 BOA | Bora-Argon 18 BOA | Bora-Argon 18 BOA                            | Bora-Argon 18 BOA |
| Numer             | Zawodnik            | Państwo           | Wiek              | Uwagi                                        | Miejsce           |
| ----------------- | ------------------- | ----------------- | ----------------- | -------------------------------------------- | ----------------- |
| 191               | Dominik Nerz        | Niemcy            | 25                |                                              | DNF-11            |
| 192               | Jan Bárta           | Czechy            | 30                | Mistrz Czech w jeździe indywidualnej na czas | 25.               |
| 193               | Sam Bennett*        | Irlandia          | 24                |                                              | DNF-17            |
| 194               | Emanuel Buchmann*   | Niemcy            | 22                | Mistrz Niemiec w wyścigu ze startu wspólnego | 83.               |
| 195               | Zakkari Dempster    | Australia         | 27                |                                              | DNF-17            |
| 196               | Bartosz Huzarski    | Polska            | 34                |                                              | 108.              |
| 197               | José Mendes         | Portugalia        | 30                |                                              | 140.              |
| 198               | Andreas Schillinger | Niemcy            | 31                |                                              | DNS-4             |
| 199               | Paul Voss           | Niemcy            | 29                |                                              | 99.               |

### Bretagne-Séché Environnement
| Bretagne-Séché Environnement BSE | Bretagne-Séché Environnement BSE | Bretagne-Séché Environnement BSE | Bretagne-Séché Environnement BSE | Bretagne-Séché Environnement BSE | Bretagne-Séché Environnement BSE |
| Numer                            | Zawodnik                         | Państwo                          | Wiek                             | Uwagi                            | Miejsce                          |
| -------------------------------- | -------------------------------- | -------------------------------- | -------------------------------- | -------------------------------- | -------------------------------- |
| 201                              | Eduardo Sepúlveda                | Argentyna                        | 24                               |                                  | DSQ-14                           |
| 202                              | Frédéric Brun                    | Francja                          | 26                               |                                  | 141.                             |
| 203                              | Anthony Delaplace                | Francja                          | 25                               |                                  | 85.                              |
| 204                              | Pierrick Fédrigo                 | Francja                          | 36                               |                                  | 52.                              |
| 205                              | Brice Feillu                     | Francja                          | 29                               |                                  | 98.                              |
| 206                              | Armindo Fonseca                  | Francja                          | 26                               |                                  | 119.                             |
| 207                              | Arnaud Gérard                    | Francja                          | 30                               |                                  | 133.                             |
| 208                              | Pierre-Luc Périchon              | Francja                          | 28                               |                                  | 81.                              |
| 209                              | Florian Vachon                   | Francja                          | 30                               |                                  | 88.                              |

### MTN-Qhubeka
| MTN-Qhubeka MTN | MTN-Qhubeka MTN             | MTN-Qhubeka MTN   | MTN-Qhubeka MTN | MTN-Qhubeka MTN                                                                                 | MTN-Qhubeka MTN |
| Numer           | Zawodnik                    | Państwo           | Wiek            | Uwagi                                                                                           | Miejsce         |
| --------------- | --------------------------- | ----------------- | --------------- | ----------------------------------------------------------------------------------------------- | --------------- |
| 211             | Edvald Boasson Hagen        | Norwegia          | 28              | Mistrz Norwegii w jeździe indywidualnej na czas · Mistrz Norwegii w wyścigu ze startu wspólnego | 82.             |
| 212             | Steve Cummings              | Wielka Brytania   | 34              |                                                                                                 | 86.             |
| 213             | Tyler Farrar                | Stany Zjednoczone | 31              |                                                                                                 | 154.            |
| 214             | Jacques Janse van Rensburg  | Południowa Afryka | 27              | Mistrz RPA w wyścigu ze startu wspólnego                                                        | 51.             |
| 215             | Reinardt Janse van Rensburg | Południowa Afryka | 26              |                                                                                                 | 96.             |
| 216             | Merhawi Kudus*              | Erytrea           | 21              |                                                                                                 | 84.             |
| 217             | Louis Meintjes*             | Południowa Afryka | 23              |                                                                                                 | DNS-18          |
| 218             | Serge Pauwels               | Belgia            | 31              |                                                                                                 | 13.             |
| 219             | Daniel Teklehaimanot        | Erytrea           | 26              | Mistrz Erytrei w jeździe indywidualnej na czas                                                  | 49.             |

## Kraje reprezentowane przez kolarzy
| Państwo           | Liczba kolarzy | Liczba kolarzy, którzy ukończyli wyścig | Wygrane etapy                                                |
| ----------------- | -------------- | --------------------------------------- | ------------------------------------------------------------ |
| Argentyna         | 1              | 0                                       |                                                              |
| Australia         | 10             | 6                                       | 1 (Rohan Dennis x1)                                          |
| Austria           | 3              | 3                                       |                                                              |
| Belgia            | 11             | 9                                       | 1 (Greg Van Avermaet x1)                                     |
| Chorwacja         | 1              | 1                                       |                                                              |
| Czechy            | 4              | 4                                       | 1 (Zdeněk Štybar x1)                                         |
| Dania             | 3              | 2                                       |                                                              |
| Erytrea           | 2              | 2                                       |                                                              |
| Estonia           | 2              | 1                                       |                                                              |
| Francja           | 41             | 38                                      | 3 (Romain Bardet x1, Thibaut Pinot x1, Alexis Vuillermoz x1) |
| Hiszpania         | 15             | 15                                      | 3 (Joaquim Rodríguez x2, Rubén Plaza x1)                     |
| Holandia          | 20             | 16                                      |                                                              |
| Irlandia          | 3              | 2                                       |                                                              |
| Kanada            | 2              | 2                                       |                                                              |
| Kazachstan        | 1              | 1                                       |                                                              |
| Kolumbia          | 6              | 6                                       |                                                              |
| Litwa             | 1              | 1                                       |                                                              |
| Luksemburg        | 3              | 1                                       |                                                              |
| Niemcy            | 10             | 7                                       | 6 (André Greipel x4, Simon Geschke x1, Tony Martin x1)       |
| Norwegia          | 2              | 2                                       |                                                              |
| Nowa Zelandia     | 2              | 0                                       |                                                              |
| Polska            | 4              | 3                                       | 1 (Rafał Majka x1)                                           |
| Portugalia        | 4              | 3                                       |                                                              |
| Rosja             | 1              | 0                                       |                                                              |
| Południowa Afryka | 4              | 2                                       |                                                              |
| Słowacja          | 1              | 1                                       |                                                              |
| Słowenia          | 1              | 1                                       |                                                              |
| Stany Zjednoczone | 3              | 2                                       |                                                              |
| Szwajcaria        | 10             | 7                                       |                                                              |
| Ukraina           | 1              | 1                                       |                                                              |
| Wielka Brytania   | 10             | 8                                       | 3 (Mark Cavendish x1, Steve Cummings x1, Chris Froome x1)    |
| Włochy            | 16             | 13                                      | 1 (Vincenzo Nibali x1)                                       |
| RAZEM             | 198            | 160                                     |                                                              |